# Las Murallas
Las Murallas är en ort i Mexiko.   Den ligger i kommunen Villa Comaltitlán och delstaten Chiapas, i den sydöstra delen av landet, 800 km sydost om huvudstaden Mexico City. Las Murallas ligger 83 meter över havet och antalet invånare är 164.
Terrängen runt Las Murallas är varierad. Runt Las Murallas är det ganska tätbefolkat, med 80 invånare per kvadratkilometer. Närmaste större samhälle är Huixtla, 12,0 km sydost om Las Murallas. Omgivningarna runt Las Murallas är en mosaik av jordbruksmark och naturlig växtlighet.